# Rozenburg (île)
Pour les articles homonymes, voir Rozenburg.

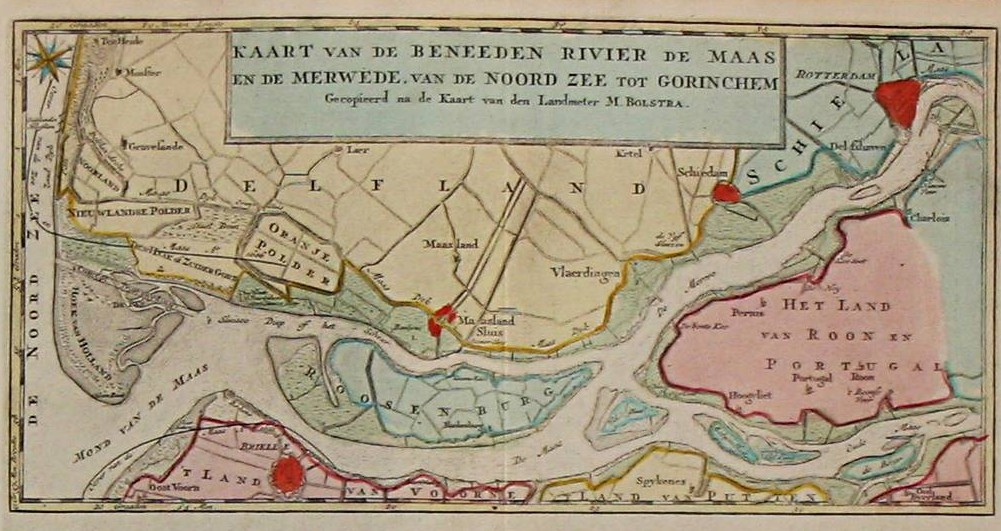
Même emplacement (nord à 25 degrés), l'embouchure de la Meuse en 1769. La Meuse de Brielle (Brielse Maas) est le cours d'eau entre l'île de Rozenburg (Roosenburg) et la ville de Brielle. Weltplaat est le banc de sable entre Rozemburg et le village de Spijkenisse (Spykenes).
Depuis cette époque, l'île de Rozenburg a été profondément remaniée

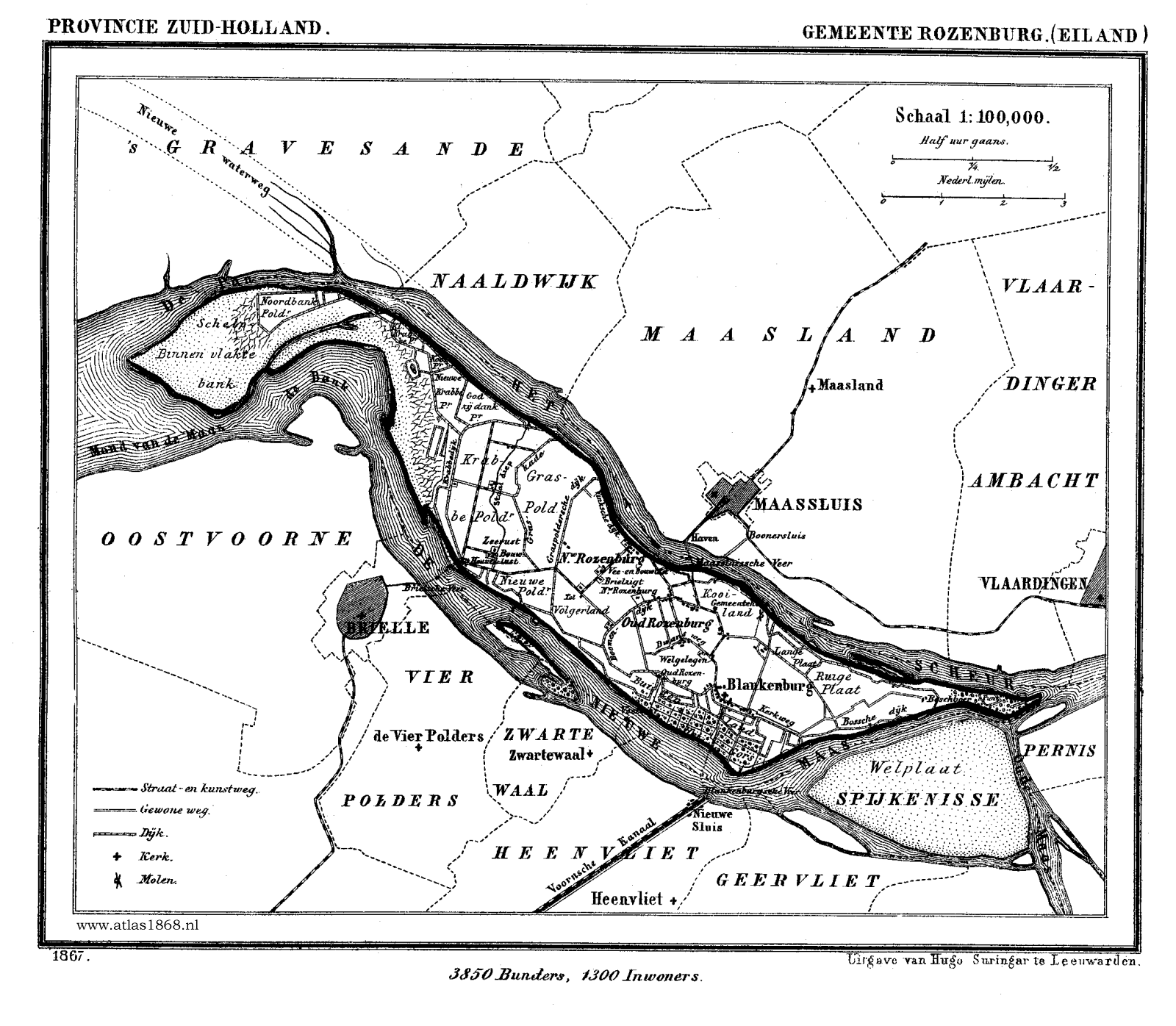
Carte de l'île de Rozenburg en 1867, elle s'est agrandi, incorpore le De Beer, le Nieuwe Waterweg est en projet et apparait en haut à gauche.

Rozenburg est une île néerlandaise de l'embouchure de la Meuse dans la province de Hollande-Méridionale. L'ancienne commune de Rozenburg, devenue un arrondissement municipal de Rotterdam et les installations portuaires d'Europoort à l'ouest et de Botlek au sud-est, sont situées sur l'île.
L'île est entourée au nord par le Nieuwe Waterweg et le Scheur, le canal Hartel et le Brielse Meer au sud, la Vieille Meuse à l'est et le canal de Beer à l'ouest. L'île est relié à Europoort par le Thomassentunnel et à IJsselmonde par le Botlektunnel. Un  service de bac permet de traverser la Nouvelle Meuse et rejoindre Maasluis.
L'île s'est formée au XVIe siècle par l'émergence de bancs de sable dans l'estuaire de la Meuse. Deux villages y ont été construits : d'abord Blankenburg puis Rozenburg. Lors du percement du Nieuwe Waterweg, l'île a été reliée au banc de sable de Hoek van Holland sur laquelle la réserve naturelle De Beer a été créée.
Après la Seconde Guerre mondiale, l'île est profondément modifiée et passe du statut d'île agricole à celui d'un vaste complexe industrialo-portuaire. La construction du port de Botlek à l'est de l'île débute au début des années 1950, celle d'Europoort en 1957. L'île est traversée par les canaux Hartel, Caland et de Beer au cours des années 1960. De vastes bassins pétroliers ont également été creusés. Le village de Blankenburg et la réserver naturelle De Beer disparaissent alors que seul subsiste le village de Rozenburg, qui passe de 600 habitants à la fin de la Seconde Guerre mondiale à près de 13 000 en 2007.